# Vladimir Serioguine
Vladimir Sergueïevitch Serioguine (en russe : Владимир Сергеевич Серёгин) est un aviateur soviétique, né le 7 juillet 1922 et mort le 27 mars 1968. Pilote d'assaut pendant la Seconde Guerre mondiale, il fut distingué par le titre de Héros de l'Union soviétique.

## Biographie
Vladimir Serioguine devient, dès sa sortie de l'école, volontaire de l'Armée rouge. Ses compétences sont reconnues et il est envoyé à l'école de pilotage de Tambov, puis aussitôt après au front de la Seconde Guerre mondiale (la « Grande Guerre patriotique » en Union soviétique). En un mois il devient pilote en chef de son escadron. Bien que ne disposant que de peu d'expérience pratique, il participe à de nombreuses batailles, remporte des victoires et réussit de nombreuses missions d'espionnage militaire.
Après la guerre, Vladimir Serioguine sert dans l'armée de l'air soviétique. Ayant obtenu un diplôme de l'académie d'ingénierie, il rejoint l'institut de l'armée de l'air en tant que pilote d'essai. Il y effectue de nombreuses missions, parfois délicates, dont il s'est toujours tiré avec les honneurs, écrivant des rapports fort utiles. Il devient ensuite l'officier principal pour la préparation au vol des cosmonautes.
Il meurt dans le même accident qui coûte la vie à son ami Youri Gagarine dont il était l'instructeur. La thèse officielle est que Gagarine, victime d'une défaillance de son avion, ne s'est pas éjecté pour éviter que son MiG-15 s'écrase sur une école, cette allégation se révèle rapidement entièrement fausse. 
L'enquête officielle de l'époque, dont les conclusions ne sont pas rendues publiques, impute l'accident à une manœuvre brusque soit pour éviter un ballon-sonde soit pour ne pas pénétrer dans la zone de turbulence située au sommet d'une couche nuageuse. Ces conclusions, qui mettent en cause le pilote, soulèvent des protestations de Kamanine et des cosmonautes seniors. En l'absence d'informations officielles sur les circonstances de l'accident, de nombreuses hypothèses sont énoncées par des experts occidentaux. Le rapport de l'époque est déclassifié en avril 2011, sa conclusion est que la cause la plus probable de l'accident aurait été une manœuvre brusque destinée à éviter une sonde atmosphérique,,,.
Après crémation, les cendres de Gagarine et de Serioguine sont inhumées dans la nécropole du mur du Kremlin.

## Décorations
- Héros de l'Union soviétique le 29 juin 1945 (médaille no 4990)
- Ordre de Lénine
- Deux fois l'ordre du Drapeau rouge
- Ordre de la Guerre patriotique de 1re et 2e classe
- Quatre fois l'ordre de l'Étoile rouge